# Escut de Sèrbia
L'escut de Sèrbia són les armories de l'antiga dinastia Obrenović, que foren adoptades per primera vegada el 1882 i tornades a adoptar el 2004.

## Descripció
S'hi representa l'àguila bicèfala de la Casa de Nemanjić (la qual va agafar l'àguila dels Paleòlegs de l'Imperi Romà d'Orient) amb la creu sèrbia, símbol nacional usat pels diversos estats serbis i l'Església Ortodoxa Sèrbia des del segle xii.
Tot i que actualment Sèrbia és una república, el nou escut d'armes reprèn la corona reial de l'antiga monarquia sèrbia com a símbol de sobirania. Diversos estats de l'Europa de l'Est han recuperat la corona en el seu emblema estatal per recordar la seva herència històrica, tot i tenir règims republicans, com ara Rússia, Polònia o Hongria.

## Blasonament
De gules, una àguila bicèfala d'argent becada, lampassada i armada d'or, acostada de dues flors de lis d'or al peu, a banda i banda de la cua de l'àguila; aquest és el símbol de l'Estat serbi. Damunt el pit de l'àguila, un escussó amb el senyal nacional serbi: de gules, una creu plena d'argent; en cadascun dels quarters, un pedrenyal d'argent posat en pal i amb les dents mirant enfora. Per timbre, una corona reial.
El tot damunt un mantell de gules folrat d'ermini i embellit d'or, timbrat amb la corona reial.

## Versions de l'escut
De l'escut n'hi ha una versió completa, amb el mantell coronat, i una de simplificada, coneguda en serbi amb el nom de kokarda i que apareix, per exemple, a la part central de la bandera estatal, desplaçat cap a l'esquerra.

Versió completa
Versió simplificada o kokarda (a partir del 2004)

## Escuts històrics

Escut del Principat de Sèrbia (1835-1882)
Escut del Regne de Sèrbia (1882-1918)
Escut del Sèrbia de Nedić (1941-1944), estat titella de l'Alemanya nazi
Escut de la República Socialista de Sèrbia (1947-1990) i de la República de Sèrbia (1990-2004)